# Sergio Manente
Sergio Manente (Údine, Provincia de Údine, Italia, 10 de diciembre de 1924 - Údine, Provincia de Údine, Italia, 14 de marzo de 1993) fue un futbolista y director técnico italiano. Se desempeñaba en la posición de defensa.

## Selección nacional
Fue internacional con la selección de fútbol de Italia en 1 ocasión. Debutó el 18 de mayo de 1952, en un encuentro ante la selección de Inglaterra que finalizó con marcador de 1-1.

## Clubes

### Como futbolista
| Club           | País   | Año       |
| -------------- | ------ | --------- |
| Udinese Calcio | Italia | 1942-1946 |
| Atalanta B. C. | Italia | 1946-1948 |
| Juventus F. C. | Italia | 1948-1955 |
| Vicenza Calcio | Italia | 1955-1957 |
| Udinese Calcio | Italia | 1957-1960 |

### Como entrenador
| Club               | País   | Año       |
| ------------------ | ------ | --------- |
| Udinese Calcio     | Italia | 1961-1962 |
| Vittorio Veneto    | Italia | 1962-1963 |
| Pordenone Calcio   | Italia | 1963-1964 |
| F. C. Treviso      | Italia | 1964-1968 |
| Nuova Valdagno     | Italia | 1968-1969 |
| Alessandria Calcio | Italia | 1969-1971 |
| Unione Venezia     | Italia | 1971-1972 |
| A. C. Sandonà      | Italia | 1972-1973 |
| Udinese Calcio     | Italia | 1973-1975 |
| Giulianova Calcio  | Italia | 1976-1978 |

## Palmarés

### Campeonatos nacionales
| Título  | Club           | País   | Año     |
| ------- | -------------- | ------ | ------- |
| Serie A | Juventus F. C. | Italia | 1949-50 |
| Serie A | Juventus F. C. | Italia | 1951-52 |